# Agustín Ruberto
Agustín Fabián Ruberto, ou apenas Agustín Ruberto, (Buenos Aires, 14 de janeiro de 2006) é um futebolista argentino que atua como centroavante. Atualmente joga no River Plate.

## Carreira

### River Plate
Nascido na cidade de Buenos Aires, Ruberto começou a se interessar por futebol aos quatro anos de idade, quando se juntou ao time juvenil do Barrionuevo, no Partido de San Fernando, na província de Buenos Aires. Depois de quase dois anos, ele impressionou o olheiro Pablo Espiñeira, recrutador de talentos do Parque Chas, que ficou impressionado com a qualidade do jovem atacante e o levou a teste no River Plate. No Millonario, Christian López foi quem o “testou” e após dias de exames decidiu contratá-lo.
Inicialmente zagueiro, foi convertido para atuar como centroavante pelos treinadores juvenis do River, que perceberam sua capacidade física e técnica. Essa mudança foi benéfica tanto para o River Plate quanto para Ruberto, que se consolidou como um artilheiro prolífico na academia do clube. Após a pausa no futebol devido à pandemia de COVID-19 na Argentina, Ruberto voltou à ação marcando dezessete gols em quatorze jogos na temporada de 2021. Ele foi recompensado por sua boa forma com um contrato profissional em abril de 2022 – contrato válido até dezembro de 2024.
No ano seguinte, tendo sido promovido ao time reserva do clube, atraiu o interesse do Brighton & Hove Albion, da Premier League.
Na primeira semana de 2024, o atacante renovou contrato com o River Plate até dezembro de 2027. Este novo contrato inclui uma atualização com uma cláusula de rescisão aumentada de € 30.000.000, sendo a cláusula de rescisão mais elevada do plantel. Escolheu a camisa número 32, do ídolo do Millonario, Ignacio Scocco.
Ruberto fez sua estreia oficial no time titular em 28 de janeiro de 2024, durante a primeira rodada da Copa da Liga, em partida no Estádio Mâs Monumental, contra o Argentinos Juniors, o atacante de 18 anos entrou no segundo tempo, mas não teve oportunidade de fazer nenhum tipo de demonstração no pouco tempo que esteve em campo.
No dia 31 de janeiro de 2024, aos 36 minutos do segundo tempo, centroavante marcou seu primeiro gol pela equipe principal do River Plate, quando Rodrigo Aliendro recuperou a bola e deu para Ruberto, que fora da área fez um chute cruzado da direita que superou a resistência do goleiro Sebastián Moyano do Barracas Central, apenas 15 minutos após entrar na partida.
Ruberto é o quinto artilheiro mais jovem da história do clube Núñez, atrás de Javier Saviola (16 anos, dez meses e sete dias), Lucas Ocampos (17 anos, um mês e nove dias), Keko Villalva (17 anos, um mês e 21 dias) e Fernando Cavenaghi (17 anos, cinco meses e 20 dias).

## Seleção Argentina

### Sub-16
Em abril de 2022, Ruberto foi convocado para a seleção argentina sub-16 para a edição 2022 do Torneio de Montaigu, onde marcou três gols em quatro partidas e colocou a Argentina em segundo lugar.

### Sub-17
No Campeonato Sul-Americano Sub-17 de 2023 marcou três gols. Ruberto começou a campanha da Argentina com dois gols na vitória por 4–2 contra a Venezuela, antes de marcar contra o Peru na vitória por 3-0. Após o torneio, no qual a Argentina terminou em terceiro, ele marcou na vitória por 1 a 0 em um amistoso contra o México, em preparação para a Copa do Mundo FIFA Sub-17 de 2023.
Em 27 de outubro de 2023, foi selecionado na lista final de Diego Placente para a Copa do Mundo Sub-17 na Indonésia. Na Copa do Mundo, Ruberto marcou em cada um dos dois primeiros jogos da Argentina, contra o Senegal na derrota por 2 a 1 e depois o terceiro na vitória por 3 a 1 contra o Japão. Nas semifinais contra a Alemanha, Ruberto marcou um gol no último minuto para empatar 3-3, completando seu hat-trick, para a Argentina perder nos pênaltis. Em todo o torneio, Ruberto marcou 8 gols, conquistando a Chuteira de Ouro.

### Sub-20
Em outubro de 2024, foi convocado para a Seleção Argentina de Futebol Sub-20, jogando o amistoso contra o Uzbequistão.
Em dezembro de 2024, foi pré convocado para o Campeonato Sul-Americano de Futebol Sub-20, pelo treinador Diego Placente. No dia 6 de janeiro de 2025, foi confirmado na lista final para o Campeonato. No jogo contra a seleção uruguaia, ao disputar a bola com o goleiro e o zagueiro, Ruberto sofreu ruptura do ligamento cruzado anterior do joelho esquerdo; até o momento da lesão, o jogador era destaque da equipe, sendo capitão em um jogo e marcando dois gols.

## Títulos

### Prêmios individuais
- Copa do Mundo FIFA Sub-17 de 2023: Chuteira de Ouro (8 gols)[22]